# John Lydgate

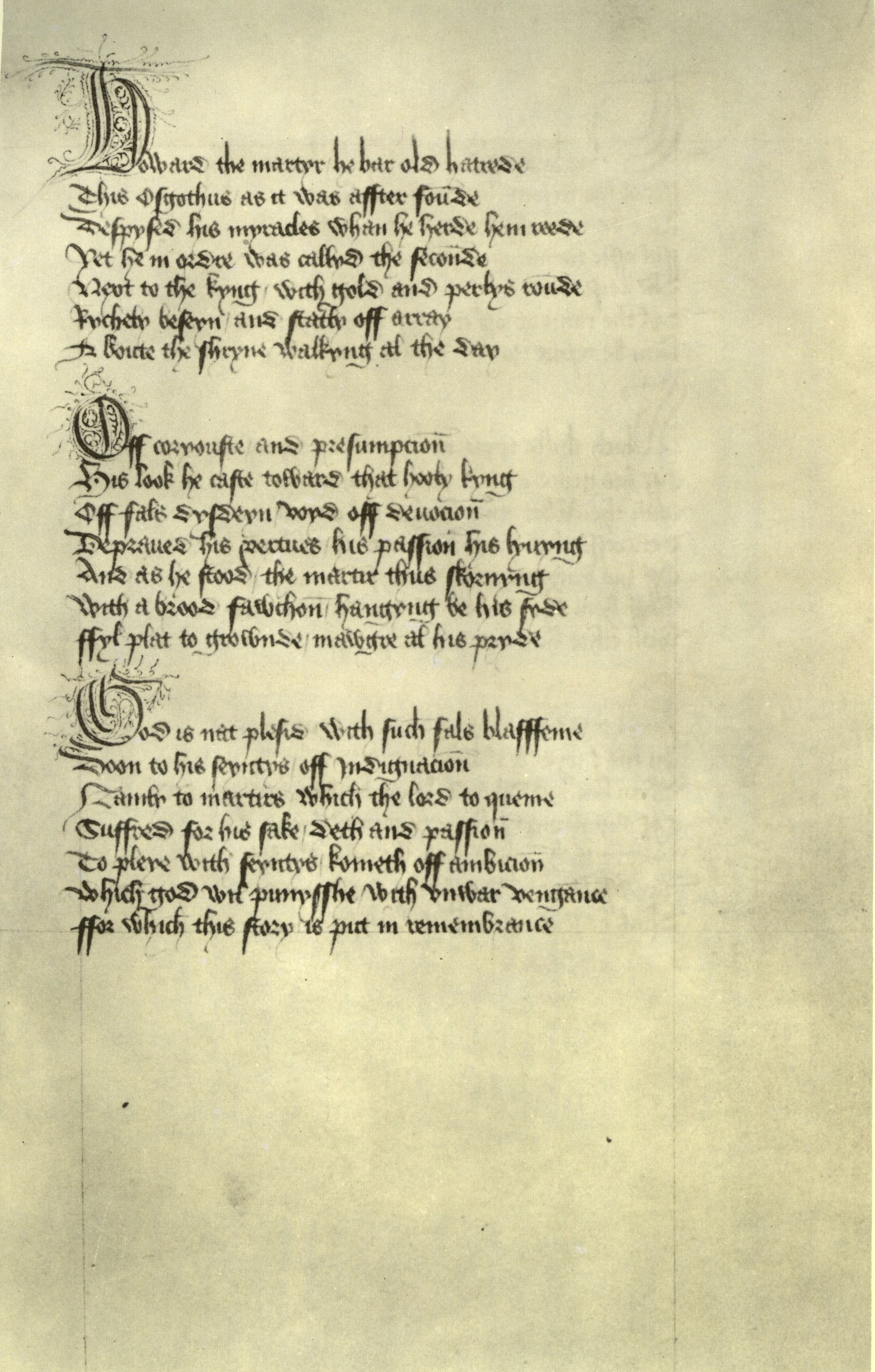
John Lydgate, Lebensbeschreibung des heiligen Edmund in Versen in einer Handschrift von 1433. London, British Library, Harley 2278, fol. 111r

John Lydgate (* um 1370 in Lidgate, Suffolk; † um 1451) war ein englischer Mönch und Dichter.
Im Alter von fünfzehn Jahren wurde er im Benediktinerkonvent zu Bury St. Edmunds aufgenommen und eignete sich dort sowie vermutlich an den Universitäten von Oxford und Cambridge eine umfassende Bildung an. Er war ein großer Bewunderer der Dichtung Chaucers. Seine eigenen literarischen Ambitionen wurden von den Königen Heinrich IV., Heinrich V. und Heinrich VI. unterstützt, und so nahm er mit der Zeit die Stellung des Hofdichters der englischen Könige ein. Sein wichtigster Mentor war jedoch Humphrey, Duke of Gloucester.
Er schrieb eine große Anzahl von Allegorien und Fabeln und Gedichten, einige davon von immensem Umfang. Erwähnt seien die epischen Dichtungen Fall of Princes, Troy Book und Siege of Thebes. 